# 윌리엄 S. 버로스
윌리엄 S. 버로스(William Seward Burroughs II, 윌리엄 리/William Lee, 1914년 2월 5일 ~ 1997년 8월 2일)는 미국의 소설가이다.

## 서적
- 정키 : 회복되지 못한 마약 중독자의 고백
- 퀴어
- 벌거벗은 점심
- 컷업 삼부작(부드러운 기계, 폭발한 티켓, 노바 익스프레스)
- 와일드 보이스
- 세 번째 생각
- 버로스 파일
- 애딩 머신
- 인터존
- 윌리엄 버로스의 편지 1945~1959
- 3부작 소설(붉은 밤의 도시들, 죽은 길들의 장소, 웨스턴 랜드)
- 캣 인사이드
- 나의 교육
- 마지막 말들

## 학력
- 하버드 대학교 영문학 학사